# 锡韦尔斯凯
49°27′49″N 36°39′0″E / 49.46361°N 36.65000°E、
锡韦尔斯凯（羅馬化：Siverske），2024年9月前名为切爾沃内什利亞赫（羅馬化：Chervonyi Shliakh，直译：「紅色道路」），是位於烏克蘭東部哈爾科夫州伊久姆區巴拉克利亚市镇的村莊。該村始建於1685年，面積0.12平方公里，海拔高度121米，2001年人口18，人口密度每平方公里150人。
2024年9月19日，乌克兰最高拉达将此村的名字改至現名。